# Université du Wisconsin à Baraboo
L’université du Wisconsin à Baraboo (en anglais : University of Wisconsin–Baraboo/Sauk County) est une université américaine située à Baraboo dans le Wisconsin.